# Žábry

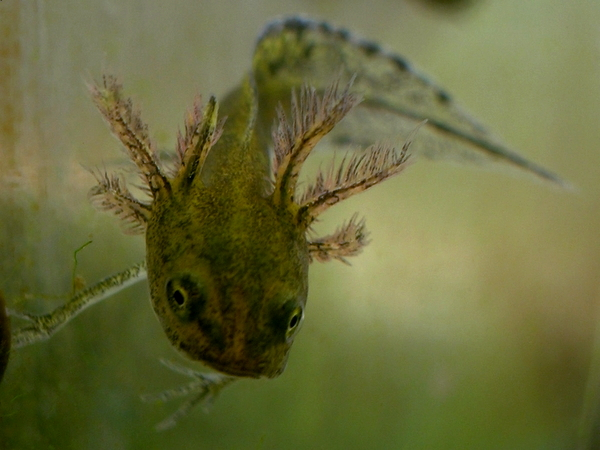
Larva čolka velkého s keříčkovitými žábrami za hlavou

Žábry jsou dýchací orgán sloužící k získání kyslíku z vody a výdeji oxidu uhličitého.
Žábry jsou ektodermálního původu, jsou to zvrásněné vychlípeniny pokožky s co největším povrchem. Bývají umístěny v místě, kde proudí nejvíc okysličené vody. Například perloočky je mají na kmitajících hrudních nožkách.
U ocasatých obojživelníků se vyvíjejí zpravidla velké vnější keříčkovité žábry, které u většiny během metamorfózy mizí. U některých trvale vodních forem mohou být zachovány i v dospělosti společně s plícemi (surýni, macaráti). Žábry larev žab jsou vnitřní, překryté pojivovou řasou, s okolím komunikují pouze otvůrky (voda je k nim přiváděna ústy a ven z těla proudí žaberními štěrbinami po stranách těla za hlavou). Během metamorfózy jsou resorbovány, žaberní štěrbiny se uzavírají a dýchací funkci přebírají plíce.
Primárním dýchacím orgánem ryb jsou čtyři páry žaber umístěné na kostěných žaberních obloucích v žaberní dutině. Proudění vody je zajištěno tím, že ryba otevírá a zavírá ústa. Žraloci ústa neotevírají a proudění je zajištěno jejich pohybem vpřed. Proto se udusí, když se zamotají do sítě.